# 9551 Kazi
A 9551 Kazi (ideiglenes jelöléssel 1985 UJ) egy marsközeli kisbolygó. Antonín Mrkos fedezte fel 1985. október 20-án.